# Order Zasługi Wojskowej (Brazylia)
Order Zasługi Wojskowej (por. Ordem do Mérito Militar) – brazylijskie odznaczenie wojskowe przeznaczona do nagradzania osób cywilnych, wojskowych i instytucji krajowych lub zagranicznych, nadawany w uznaniu wybitnych zasług dla narodu brazylijskiego, zwłaszcza dla brazylijskich lądowych sił zbrojnych.
Order został ustanowiony w czasie administracji prezydenta Getúlio Vargasa 11 czerwca 1934 i zatwierdzony 5 lipca 1960 roku. Jego konstrukcja nawiązuje do dawnego wojskowego Cesarskiego Orderu Świętego Benedykta z Aviz.  Wielkim Mistrzem Orderu jest zawsze urzędujący prezydent Brazylii, którego Wielki Krzyż i Łańcuch są zawsze przekazywane następcy. Do kapituły orderu należą ponadto ministrowie obrony, spraw zagranicznych i dowódca armii.
Order dzieli się na pięć klas, według tradycyjnego schematu Legii Honorowej:
- I Klasa – Krzyż Wielki (Grã-Cruz) – 10 nadań
- II Klasa – Wielki Oficer (Grande Oficial) – 25 nadań
- III Klasa – Komandor (Comendador) – 90 nadań
- IV Klasa – Oficer (Oficial) – 250 nadań
- V Klasa – Kawaler (Cavaleiro) – 495 nadań